# The Adventure of the Wrong Santa Claus
The Adventure of the Wrong Santa Claus er en amerikansk stumfilm fra 1914.

## Medvirkende
- Barry O'Moore som Octavius
- Julian Reed som Ignatz
- Richard Neill som Mr. Randall
- Bliss Milford som Mrs. Bertha Randall
- Kenneth Lawlor som Dick